# Cormeilles-en-Vexin
 Cormeilles-en-Vexin  es una población y comuna francesa, en la región de Isla de Francia, departamento de Valle del Oise, en el distrito de Pontoise y cantón de Marines.

## Demografía
| 636 | 664 | 729 | 761 | 802 | 863 |
| Para los censos de 1962 a 1999 la población legal corresponde a la población sin duplicidades (Fuente: INSEE [Consultar]) |     |     |     |     |     |